# 海軍財務長官

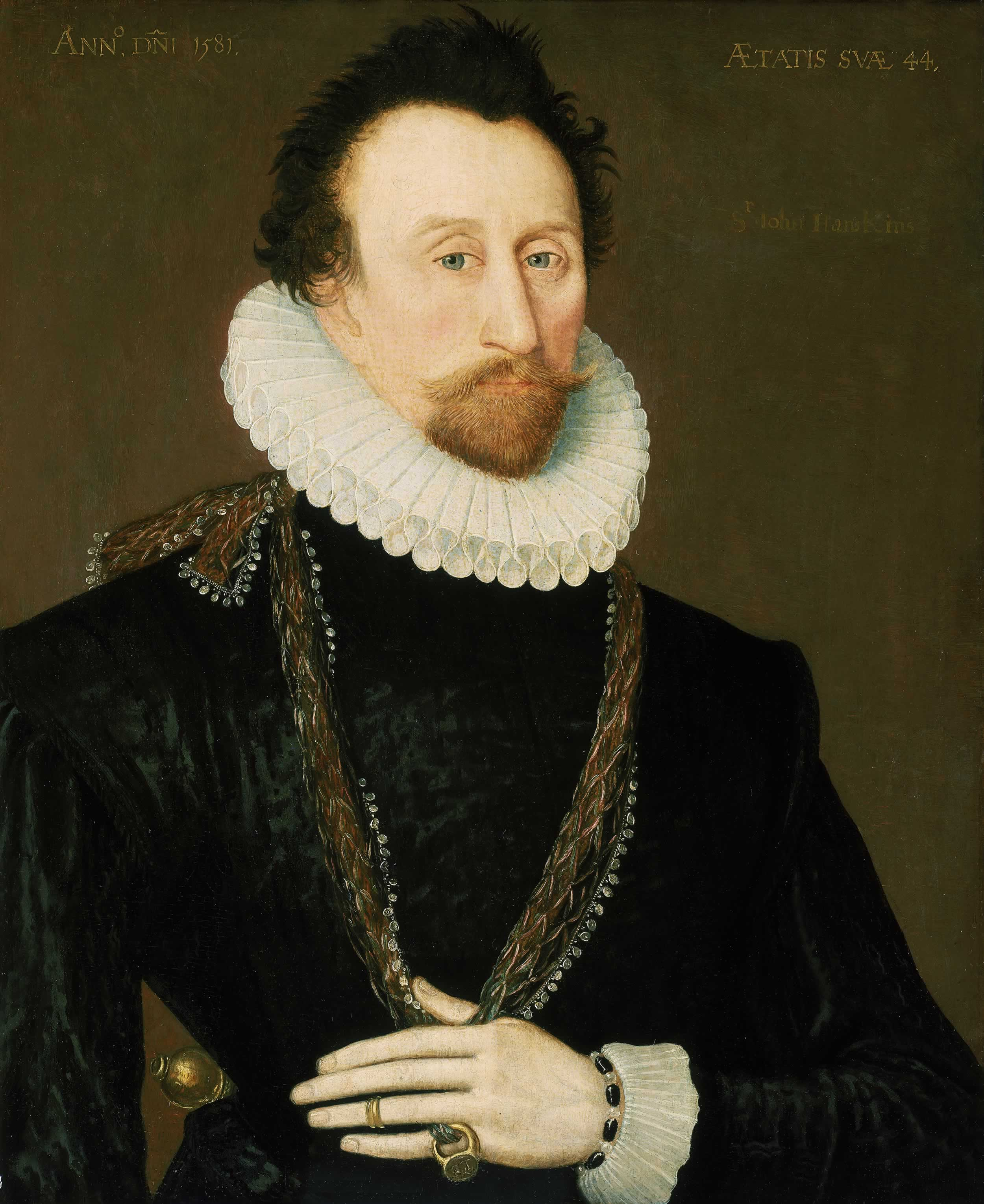
1577年から1595年までの海軍財務長官ジョン・ホーキンス、1581年画。

海軍財務長官（かいぐんざいむちょうかん、英: Treasurer of the Navy）、または海軍主計長官（かいぐんしゅけいちょうかん）、海軍主計官（かいぐんしゅけいかん）、海軍会計官（かいぐんかいけいかん）、海軍出納長（かいぐんすいとうちょう）、海軍財務官（かいぐんざいむかん）は、イギリス海軍の役職。16世紀、ヘンリー8世の治世中に創設され、1836年に廃止された。

## 解説

### 創設
1524年9月よりイギリス海軍のKeeper of storehousesを務めたサー・ウィリアム・ゴンソンは1544年に死去するまでの20年間、海軍の実質的な行政長官として権勢をふるまい、正式な任命はなかったものの海軍の「財務長官」（Treasurer）または「支払総監」（Paymaster）とされた。1544年秋、ゴンソンの後任としてブリストル出身の商人ジョン・ウィンター（John Winter、1545年11月/12月没）が海軍財務長官（または支払総監）に就任したが、海軍の行政再編の最中にあってわずか1年で死去したため、特許状による正式任命はなかった。1546年4月24日にロバート・レッグ（Robert Legge）が特許状による任命を受け、それ以降の任命は国璽が押印された特許状（letters patent）の形で行われるようになった。
当初は終身任命だったが、1673年に退任した初代アングルシー伯爵アーサー・アンズリー以降は任期が陛下の仰せのままにとなった。

### 職務
1509年時点のイギリス海軍では支払いが任務ごとにその場限りで士官に支払われたが、ゴンソンは海軍の支払総監としての実務に関わり、1544年までに海軍における支払いがほぼすべてゴンソンの手を経由するようになった。また海軍の規模拡大により、海軍に対する支払の認可状（warrant）の内容が極めて細かく指定される任務に対する支払いから海軍全般への支払いに変わり、その使い道が海軍財務長官に一任されるようになった。すなわち、1545年には国王や枢密院が船員ごとの俸給から物資の購入まで一つずつ支出を承認する必要があったところ、1547年には海軍全体に対し多額の金銭を支出するだけで済み、その具体的な使い道は海軍が内部で決定した。この改革は1557年に平時の海軍年間予算が定められた形で完成をみた。
財務長官に対する会計監査の手続きは1546年のレッグに対する特許状で明記された。この手続きはかなり簡素なものであり、レッグが監査人のもとに出向いて、海軍委員会の委員2、3人の認可を得た自身の会計記録簿、および任命の特許状を提出するだけで会計監査が完了した。すなわち、監査人は財務長官の決定した支出を否決する権限がなく、海軍委員会が支出の使い道への最終決定権を有した。

### 俸給
ゴンソンの俸給は日給1シリングだったが、1546年に海軍財務長官が正式に創設されたとき、俸給が大幅に引き上げられることとなった。特許状に記載された年俸は当初100マークだったが、時代を下るとともに引き上げられた。清教徒革命期には議会派のリチャード・ハッチンソン（Richard Hutchinson）が年俸1,000ポンドで任命されたが、王党派の初代準男爵サー・ジョージ・カートレットは年俸100ポンドで任命された。王政復古の後、1667年に任命された初代アングルシー伯爵アーサー・アンズリーの年俸も100ポンドだったが、1673年のエドワード・シーモアは2,000ポンド、1689年のエドワード・ラッセルは3,000ポンドだった。1699年の第3代準男爵サー・トマス・リトルトンで一旦2,000ポンドに下がったものの、1818年のフレデリック・ジョン・ロビンソン閣下で再び3,000ポンドに上がった。

### 廃止

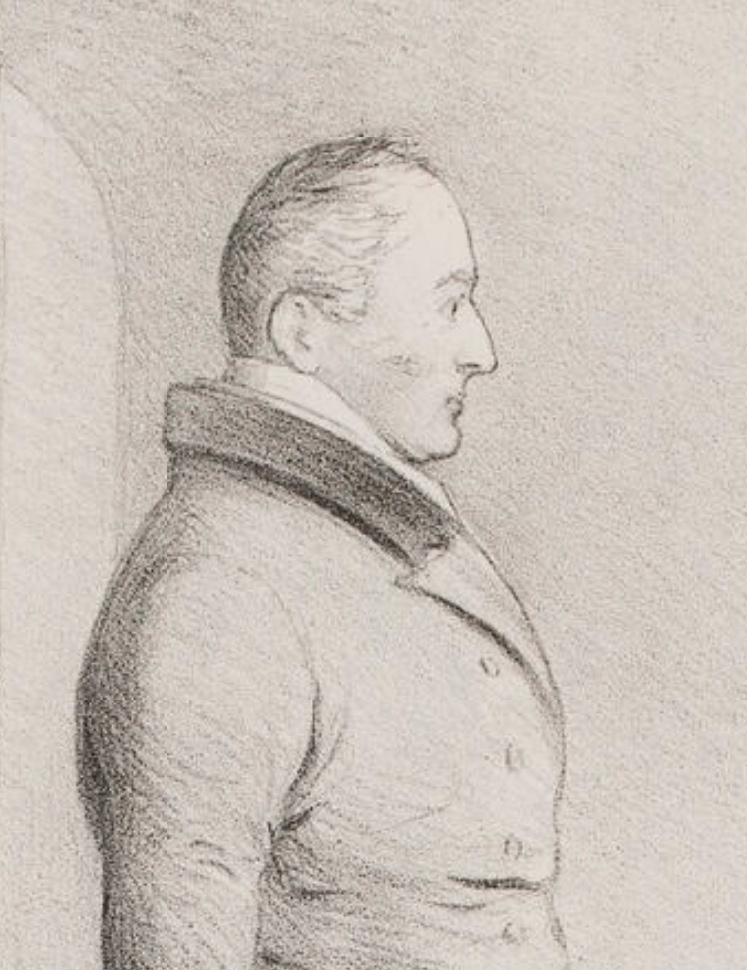
最後の海軍財務長官である第4代準男爵サー・ヘンリー・パーネル。ジョン・ドイル画、1832年出版。

最後の海軍財務長官である第4代準男爵サー・ヘンリー・パーネルは1835年4月より軍事支払総監を兼任した。そして、1836年12月1日の特許状により軍事支払総監、海軍会計長官、兵站部財務官、チェルシー王立病院支払及び会計長官が支払総監に統合され、パーネルは支払総監に移行した。

## 一覧

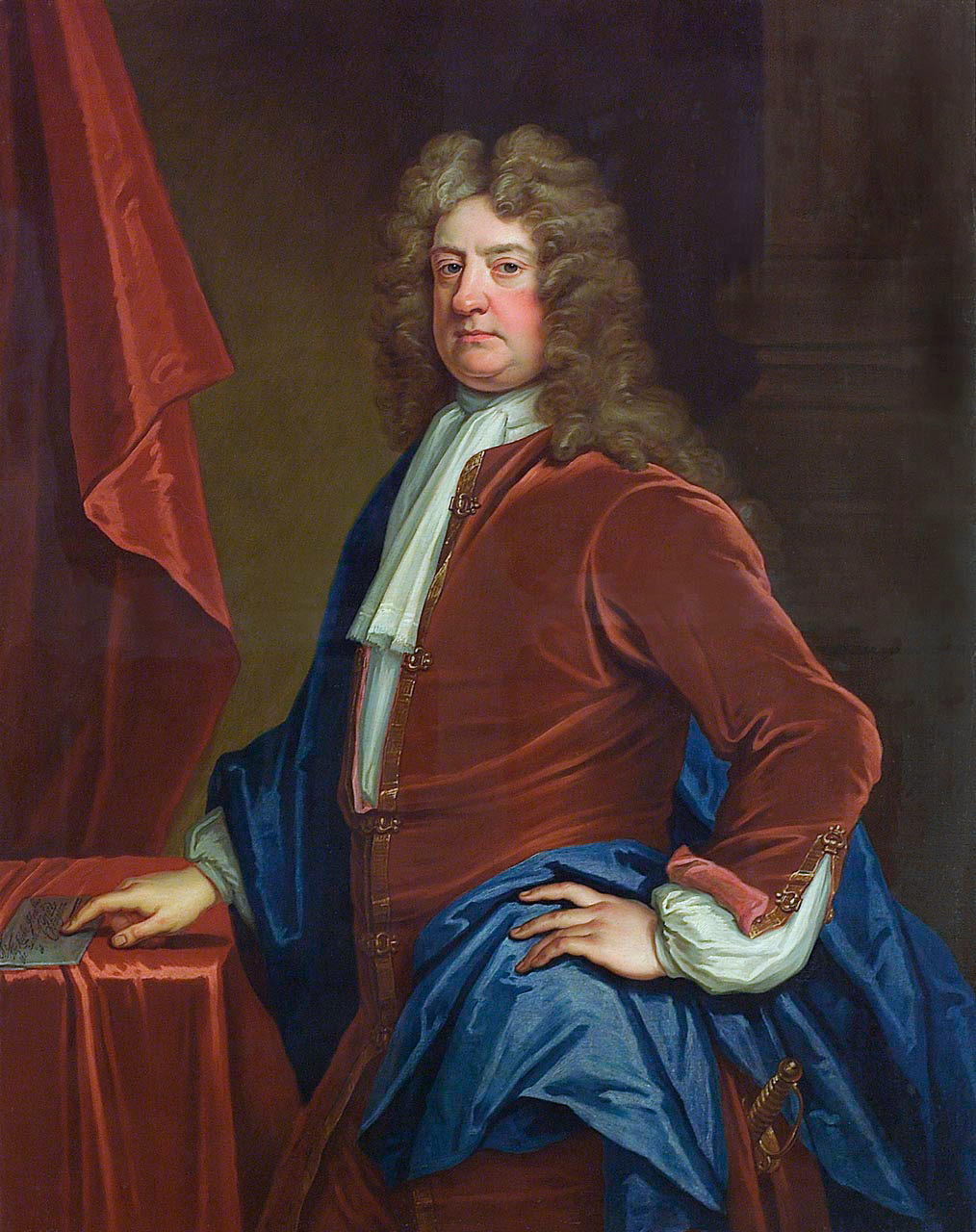
1689年から1699年までの海軍財務長官エドワード・ラッセル。トマス・ギブソン画、1715年ごろ。

- 1524年以降 – 1544年8月：サー・ウィリアム・ゴンソン（英語版）[8]
  - 特許状による任命なし[8]
- 1544年秋 – 1545年11月/12月：ジョン・ウィンター（John Winter）[10]
  - 特許状による任命なし[10]
- 1546年4月24日 – 1549年：ロバート・レッグ（Robert Legge）[7]
- 1549年7月8日 – 1577年11月26日：ベンジャミン・ゴンソン（英語版）[7]
- 1577年11月18日 – 1595年11月12日：ジョン・ホーキンス（1588年7月25日、騎士爵に叙爵）[7]
  - 1577年11月18日と1577年11月26日の間はゴンソンとホーキンスの共同就任[7]
- 1598年12月22日 – 1604年：フルク・グレヴィル（英語版）[7]
- 1604年4月26日 – 1618年5月11日：サー・ロバート・マンセル（英語版）[7]
- 1618年5月10日 – 1627年：サー・ウィリアム・ラッセル（英語版）（1627年3月12日、準男爵に叙爵）[7]
- 1627年4月5日 – 1630年1月：サックヴィル・クロウ（1627年7月8日、準男爵に叙爵）[7]
- 1630年1月21日 – 1639年1月11日：初代準男爵サー・ウィリアム・ラッセル（英語版）[7]
- 1639年1月12日 – 1642年1月10日：初代準男爵サー・ウィリアム・ラッセル（英語版）、ヘンリー・ヴェイン（1640年6月23日、騎士爵に叙爵）[7]
- 1642年8月13日 – 1654年2月3日：初代準男爵サー・ウィリアム・ラッセル（英語版）、サー・ジョン・ペニントン（英語版）[7]
- （議会派による任命）1645年7月24日 – 1650年12月31日：サー・ヘンリー・ヴェイン[7]
- （議会派による任命）1651年1月1日 – 1660年7月7日：リチャード・ハッチンソン（Richard Hutchinson）[7]
- （亡命中のチャールズ2世による任命）1650年1月5日 – 1667年6月29日：初代準男爵サー・ジョージ・カートレット（英語版）[7]
- 1667年7月2日 – 1673年7月（1668年11月4日より停職）：初代アングルシー伯爵アーサー・アンズリー[7]
  - （アングルシー伯爵停職中の職務代行者）1668年11月4日 – 1671年：第2代準男爵サー・トマス・オズボーン、トマス・リトルトン（英語版）[7]
  - （アングルシー伯爵停職中の職務代行者）1671年10月3日 – 1673年7月12日：第2代準男爵サー・トマス・オズボーン[7]
- 1673年7月5日 – 1681年：エドワード・シーモア（英語版）[7]
- 1681年6月13日 – 1689年：第5代フォークランド子爵アンソニー・ケアリー（英語版）[7]
- 1689年4月4日 – 1699年6月20日：エドワード・ラッセル（1697年5月7日、オーフォード伯爵に叙爵）[7]
- 1699年6月20日 – 1710年1月1日：第3代準男爵サー・トマス・リトルトン（英語版）[7]
- 1710年1月21日 – 1711年6月8日：ロバート・ウォルポール[7]
- 1711年6月8日 – 1714年10月5日：チャールズ・シーザー（英語版）[7]
- 1714年10月5日 – 1718年3月20日：ジョン・エイズラビー[7]
- 1718年3月20日 – 1720年10月24日：リチャード・ハムデン（英語版）[7]
- 1720年10月24日 – 1724年4月18日：初代準男爵サー・ジョージ・ビング（1721年9月21日、トリントン子爵に叙爵）[7]
- 1724年4月18日 – 1734年4月20日：パティー・ビング閣下（1733年1月17日より第2次トリントン子爵）[7]
- 1734年4月20日 – 1742年5月12日：アーサー・オンズロー[7]
- 1742年5月12日 – 1742年11月23日：トマス・クラッターバック（英語版）[7]
- 1742年12月20日 – 1743年5月24日：サー・チャールズ・ウェージャー（英語版）[7]
- 1743年12月24日 – 1744年12月29日：第4代準男爵サー・ジョン・ラッシュアウト（英語版）[7]
- 1744年12月29日 – 1749年5月3日：ジョージ・ドディントン[7]
- 1749年5月3日 – 1754年4月4日：ヘンリー・レッグ閣下[7]
- 1754年4月4日 – 1756年1月13日：ジョージ・グレンヴィル[7]
- 1756年1月13日 – 1756年11月25日：ジョージ・ドディントン[7]
- 1756年11月25日 – 1762年6月2日：ジョージ・グレンヴィル[7]
- 1762年6月2日 – 1765年8月9日：第2代バリントン子爵ウィリアム・バリントン[7]
- 1765年8月9日 – 1770年3月19日：第4代ハウ子爵リチャード・ハウ[7]
- 1770年3月19日 – 1777年1月11日：第3代準男爵サー・ギルバート・エリオット（英語版）[7]
- 1777年6月12日 – 1782年4月10日：ウェルボア・エリス[7]
- 1782年4月10日 – 1783年4月11日：アイザック・バレー[7]
- 1783年4月11日 – 1784年1月5日：チャールズ・タウンゼンド（英語版）[7]
- 1784年1月5日 – 1800年6月2日：ヘンリー・ダンダス[7]
- 1800年6月2日 – 1801年11月21日：ダドリー・ライダー閣下（英語版）[7]
- 1801年11月21日 – 1803年6月3日：チャールズ・ブラッグ（英語版）[7]
- 1803年6月3日 – 1804年5月29日：ジョージ・ティアニー（英語版）[7]
- 1804年5月29日 – 1806年2月22日：ジョージ・カニング[7]
- 1806年2月22日 – 1807年4月15日：リチャード・ブリンズリー・シェリダン[7]
- 1807年4月15日 – 1818年1月13日：ジョージ・ローズ（英語版）[7]
- 1818年2月12日 – 1823年2月8日：フレデリック・ジョン・ロビンソン閣下[7]
- 1823年2月8日 – 1827年9月10日：ウィリアム・ハスキソン[7]
- 1827年9月10日 – 1828年7月15日：チャールズ・グラント（英語版）[7]
- 1828年7月15日 – 1830年2月25日：ウィリアム・ヴェジー＝フィッツジェラルド閣下（英語版）[7]
- 1830年2月25日 – 1830年12月11日：トマス・フランクランド・ルイス（英語版）[7]
- 1830年12月11日 – 1834年12月27日：チャールズ・ポーレット・トムソン（英語版）[7]
- 1834年12月27日 – 1835年4月22日：ラウザー子爵ウィリアム・ラウザー（英語版）[7]
- 1835年4月22日 – 1836年12月1日：第4代準男爵サー・ヘンリー・パーネル（英語版）[7]